# Variační princip
Jako variační princip se ve fyzice označuje takový princip, který je vyjádřen pomocí variačního počtu.

## Příklady
- Maupertuisův princip v klasické mechanice
- Fermatův princip v geometrické optice
- Hamiltonův princip
- Lagrangeův variační princip
- Castiglianův variační princip